# مردا د آلابا

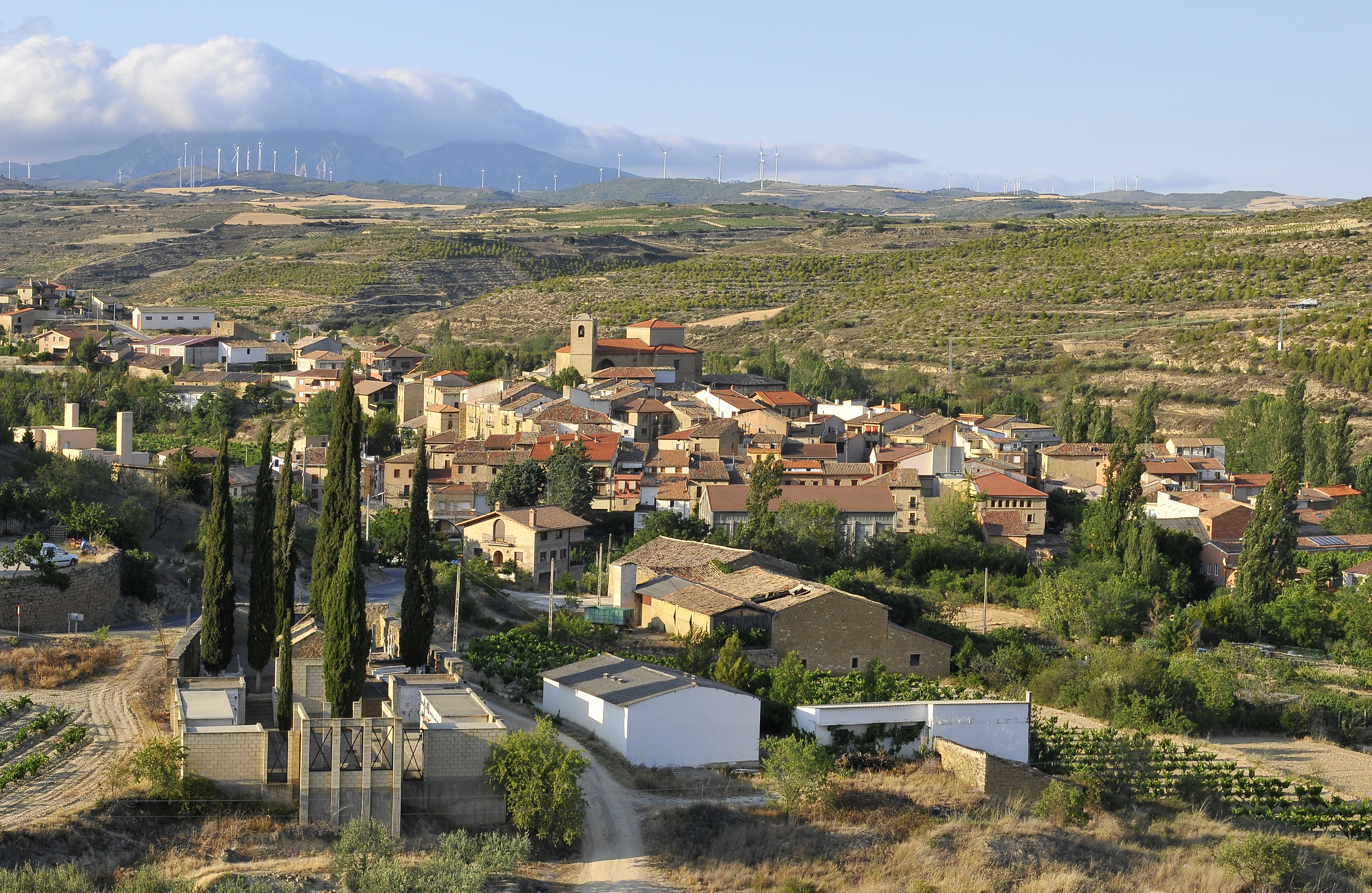
نمایی از روستای مردا د آلابا و اطراف آن

مُردا د آلابا دهستانی در استان آلابای اسپانیا است.
در این دهستان ۲۷۴ نفر زندگی می‌کنند. مساحت این دهستان ۸.۶۸ کیلومتر مربع است.

## مراجع
- نام، جمعیت و مساحت از درگاه ملی آمار (اسپانیا) گرفته شده است.